# Franciszek Zapłatyński
Franciszek Zapłatyński herbu Sas (zm. w 1769 roku) – łowczy przemyski w 1769 roku, wojski przemyski w latach 1768–1769, miecznik przemyski w latach 1765–1768, skarbnik przemyski w 1765 roku.
Był sędzią i konsyliarzem ziemi przemyskiej w konfederacji barskiej w 1769 roku.